# Fojnica
Fojnica – miasto w Bośni i Hercegowinie, w Federacji Bośni i Hercegowiny, w kantonie środkowobośniackim, siedziba gminy Fojnica. W 2013 roku liczyła 3570 mieszkańców, z czego większość stanowili Boszniacy.

## Charakterystyka

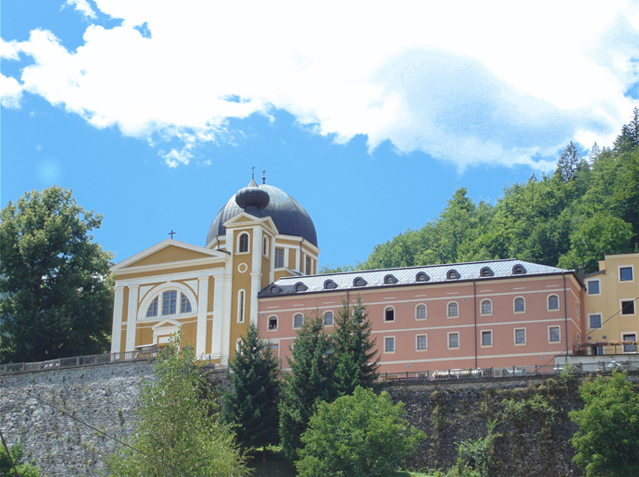
Klasztor franciszkanów w Fojnicy

Fojnica jest położona w kotlinie pomiędzy pasmami górskimi Kruščica i Vranica. Jest miastem uzdrowiskowym - funkcjonuje w niej największy w kraju ośrodek rehabilitacyjny. Leży nad rzeką Dragača, około 50 km na zachód od Sarajewa.
W średniowieczu Fojnica była ważnym ośrodkiem górniczym. Wydobywano tu żelazo, srebro i złoto. Do XIX wieku w Fojnicy funkcjonowały manufaktury złotnicze, kowalskie i rusznikarskie. 